# MyPlate

La icona de la guia MyPlate

MyPlate és la guia de nutrició actual publicada pel Departament dels Estats Units d'Agricultura, un cercle (tipus gràfic de pastís) descrivint un plat de taula amb el got per beure dividit en cinc grups alimentaris. Va reemplaçar la guia de l'USDA MyPyramid guia el 2 de juny de 2011, acabant amb 19 anys d'esquemes de piràmides alimentaries. S'està fent servir en embalatge alimentari i utilitzat per l'educació nutricional als Estats Units.

## Història
MyPlate és l'última guia de nutrició de l'USDA. Les primeres directrius dietètiques es van publicar el 1894 pel Dr. Wilbur Olin Atwater en una revista per pagesos. Des de llavors, l'USDA ha proporcionat diverses guies de nutrició per al públic, incloent la Bàsica 7 (1943-1956), la Bàsica Quatre (1956-1992), la Piràmide dels aliments (1992-2005), i MyPyramid (2005-2013).
Molts altres governs i organitzacions han creat guies de nutrició. Alguns, com la Eatwell Plate del Regne Unit, l'australiana Guia del menjar saludable, i la Create Your Plate de l'Associació Americana de Diabetis que també fan servir esquemes amb forma de plat.

## Directrius
El plat està dividit en quatre seccions d'aproximadament 30 per cent de cereals, 40 per cent de verdures, 10 per cent de fruites i 20 per cent de proteïna de percentatge, acompanyat per un cercle més petit que representa un làctic, com un vas de llet o un iogurt.
MyPlate es complementa amb unes recomanacions addicionals, com "fes que la meitat del vostre plat siguin fruites i verdures", "Canvieu a llet semidesnatada o desnatada", "feu que almenys la meitat dels cereals siguin integrals", i "varieu les vostres fonts de proteïna". Les directrius també recomanen controlar les racions tot gaudint del menjar, així com reduir la quantitat de sodi i sucre ingerits.
Quan van inaugurar el MyPlate, la primera dama Michelle Obama va dir, "els pares no tenen el temps per mesurar exactament 100 g de pollastre o per mirar quant d'arròs o bròquil correspon a una ració. ... Però tenim temps per fer un cop d'ull a l'aspecte dels plats dels nostres nens. ... I mentre estiguin menjant porcions apropiades, mentre la meitat del seu àpat siguin fruites i verdures junt amb les seves proteïnes magres, cereals integrals i làctics baixos en greix, llavors està bé. És tan senzill com això".

## Recepció
MyPlate es va rebre àmpliament com una millora en l'anterior MyPyramid, que havia estat molt criticat per ser massa abstracte i confós. L'èmfasi del 50 per cent en fruites i verdures, així com la simplicitat i facilitat d'entendre's de la imatge de plat van ser especialment elogiats.
Alguns crítics van dir que la secció de proteïna és innecessària, donat que la proteïna està disponible en altres grups alimentaris, tanmateix, però, la carn no entraria en cap dels altres grups alimentaris. La secció làctica va ser criticada per alguns per ser prescindible. Una altra crítica era que la icona és massa senzilla, perdent oportunitats per afegir consells dietètics addicionals, com distincions entre proteïnes sanes i perjudicials o consell entre greixos bons i greixos dolents.
L'Escola de Harvard de Salut Pública (HSPH) va publicar la seva versió ajustada i més detallada pròpia de MyPlate com a resposta que va dir-se El Plat Saludable. El plat de Harvard presenta una proporció més alta de verdures a fruites, afegeix olis sans a la recomanació, i equilibra proteïna sana i cereals integrals com quarts iguals del plat, juntament amb recomanar aigua i suggerint un consum de làctics més reduït. El cap del Departament de Nutrició d'HSPH, Walter Willett, va criticar MyPlate, dient: "malauradament, com les primeres piràmides alimentaries del Departament dels EUA, MyPlate barreja ciència amb la influència d'interessos agrícoles potents, i no és una bona recepta per menjar sa". El plat d'Harvard també conté una recomanació per activitat física.